# 异花莎草
异花莎草（学名：Cyperus difformis），又名异型莎草，为莎草科莎草属的植物。分布于非洲、印度、中美、朝鲜、俄罗斯、日本、喜马拉雅山区以及中国大陆的福建、甘肃、湖北、云南、安徽、浙江、东北各省、河北、江苏、广西、湖南、海南、广东、四川、陕西、山西等地，生长于海拔5米至2,000米的地区，一般生长在稻田中及水边潮湿处，目前尚未由人工引种栽培。